# Fête de la Salute
La Fête de la Salute (en italien, Festa della Madonna della Salute) est célébrée à Venise chaque année, le 21 novembre. Elle commémore la fin de l'épidémie de peste de 1630.
C'est également pour marquer la fin de cette peste que fut édifiée l'église de la Salute, construite par Baldassare Longhena à partir de 1631.
Tout comme la Fête du Rédempteur, qui commémore la fin de la peste de 1575-1576, elle témoigne du caractère dramatique qu'eurent ces pestes pour la ville de Venise. 

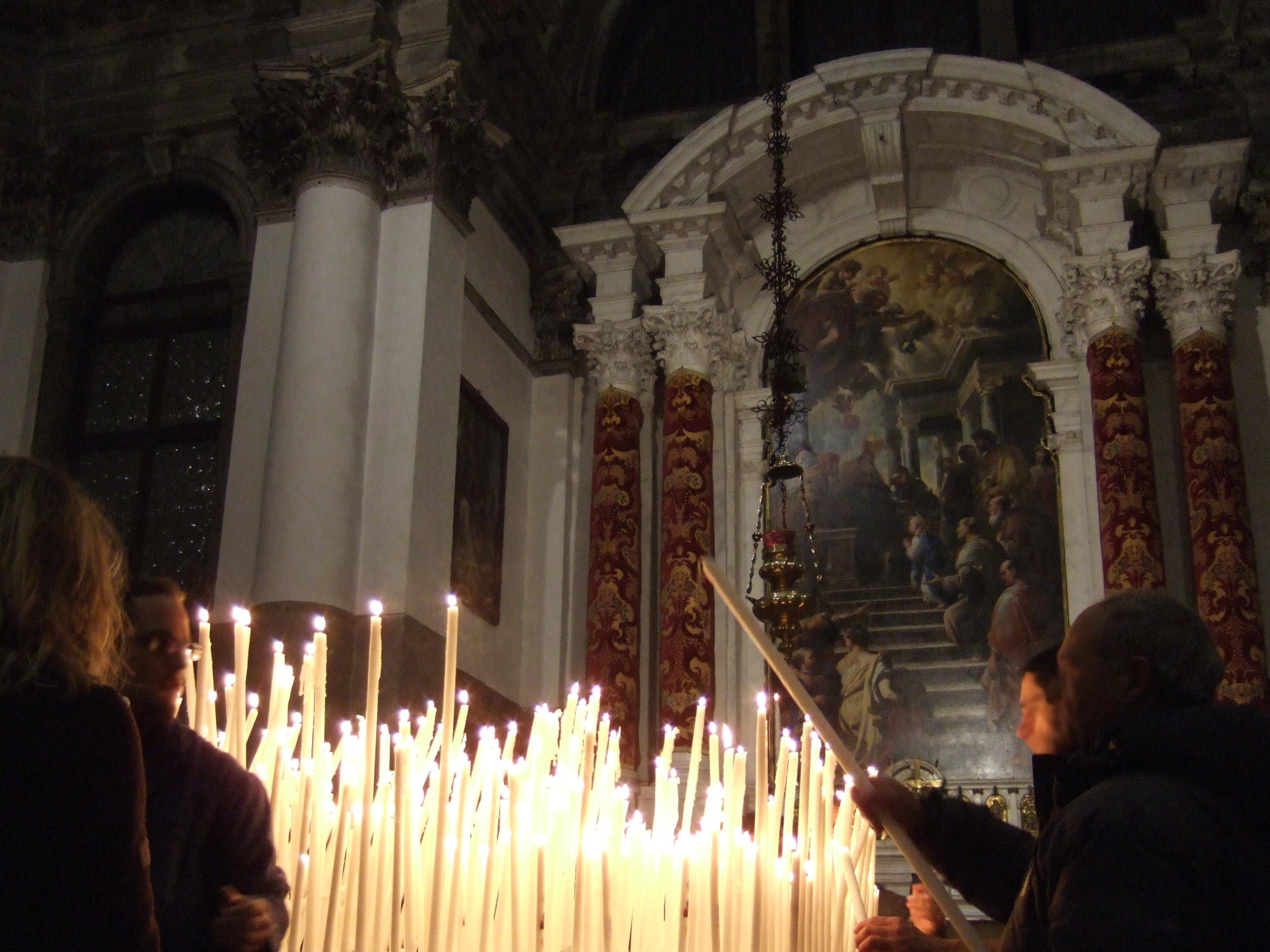
21 novembre 2008

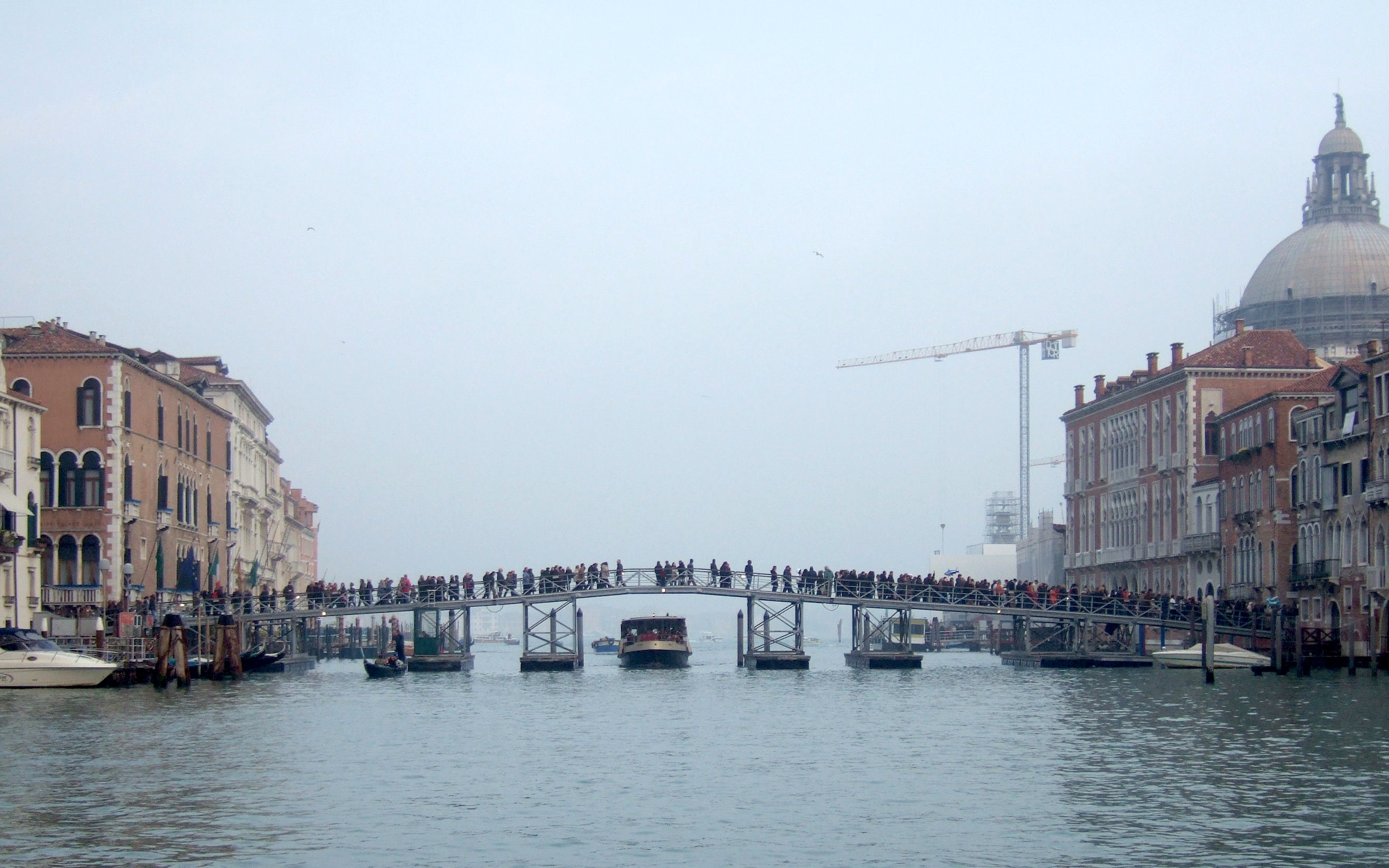
ponte della Salute 2008